# 1314
- Wikisource

| Calendário gregoriano                                                        | 1314 MCCCXIV                                         |
| Ab urbe condita                                                              | 2067                                                 |
| Calendário arménio                                                           | 763 – 764                                            |
| Calendário bahá'í                                                            | -530 – -529                                          |
| Calendário budista                                                           | 1858                                                 |
| Calendário chinês                                                            | 4010 – 4011 Início a 17 de janeiro (aproximadamente) |
| Calendário copta                                                             | 1030 – 1031                                          |
| Calendário etíope                                                            | 1306 – 1307                                          |
| Calendários hindus - Vikram Samvat - Calendário nacional indiano - Cáli Iuga | 1369 – 1370 1235 – 1236 4414 – 4415                  |
| Calendário Holoceno                                                          | 11314                                                |
| Calendário islâmico                                                          | 714 – 715                                            |
| Calendário judaico                                                           | 5074 – 5075                                          |
| Calendário persa                                                             | 692 – 693                                            |
| Calendário rúnico                                                            | 1564                                                 |
| Calendário solar tailandês                                                   | 1857                                                 |

1314 (MCCCXIV, na numeração romana) foi um ano comum do século XIV do Calendário Juliano, da Era de Cristo, e a sua letra dominical foi F (52 semanas), teve início a uma terça-feira e terminou também a uma terça-feira.
| Ano completo                       |
| ---------------------------------- |
| Ano comum com início à terça-feira |

## Eventos
- 8 de fevereiro — Ismail I ibne Faraje torna-se o quinto sultão do Reino Nacérida de Granada, sucedendo ao seu tio Nácer, deposto por uma rebelião; reinando até 1325.
- 18 de março — o grão-mestre da Ordem dos Templários e seus companheiros morrem condenados na fogueira em França.
- 24 de junho — Batalha de Bannockburn. Forças escocesas lideradas por Roberto I da Escócia derrotaram Eduardo II da Inglaterra. A Escócia reconquista sua independência.

## Mortes
- 21 de janeiro — Maomé III de Granada, terceiro sultão do Reino Nacérida de Granada entre 1302 e 1309  (n. 1257).
- 18 de março — Jacques de Molay, último grão-mestre da Ordem dos Templários.
- 20 de abril — Papa Clemente V.
- 29 de novembro — rei Filipe IV de França (n. 1268).
- Guilherme de Nogaret — chanceler do rei Filipe IV de França).